# De otra manera (álbum de Merche)
De otra manera es el 8.º disco de estudio de la cantautora española Merche. Fue lanzado el 27 de octubre de 2017 por el sello discográfico Sony Music.

## Historia
Con un renovado sonido que ya experimentó en su anterior trabajo, la artista gaditana se consolida como una de las cantautoras de mayor reconocimiento y aceptación entre el público de nuestro país.
Baladas románticas, ritmos latinos, música racial. El abanico de estilos se abre en toda su amplitud con este álbum que viene a tomar el relevo de Quiero contarte, su disco de debut para Sony Music, un trabajo con el que abrió una nueva etapa en su carrera. Merche insiste ahora en esa transformación estilística que le ha permitido hacerse un hueco entre los más grandes de la música hecha en España.
A través de sus 12 temas, Merche contagia optimismo y feminidad en un álbum que ya ha escalado en popularidad a través de sus tres anticipos. Es el caso de «Noche de San Juan», un tema producido por Bruno Dabruk que presenta a Merche en estado puro, que habla momentos de confusión por los que atraviesan las relaciones amorosas y la importancia de tener una buena comunicación en pareja.
El tema que aparece en el álbum en colaboración con Pitingo, convirtió inmediatamente a la artista de Cádiz en trending topic en redes sociales y triunfó igualmente con su videoclip, rodado en Madrid que cuenta con la colaboración de los actores Yara Puebla y Raúl Muñoz Reja. Es un vídeo que presenta a una Merche sencillamente estelar. El éxito de Noche de San Juan se vio acompañado por el de los otros dos singles, Pasajeros y Puentes.
Merche es, sin duda, uno de los mayores talentos que ha dado la música en España y una de las voces femeninas más poderosas de nuestro país. La avalan 15 años de trayectoria, siete álbumes de estudio, varios discos de oro y platino, una nominación al Grammy Latino y una infinidad de éxitos, que hablan claramente de un talento que se confirma en toda su extensión en este ¨De esta manera¨.

## Lista de canciones
1. Noche de San Juan - 3:29
2. Pasajeros - 3:38
3. Te lo mereces - 3:04
4. Puentes - 4:04
5. Retroceder - 3:21
6. Que te aguante Dios - 3:24
7. De otra manera - 3:18
8. Ciao - 3:24
9. Olvídate - 3:08
10. Preocúpate por ti - 3:28
11. Noche de San Juan (Ft. Pitingo) - 3:29
12. La verdad - 3:27

## Videoclips
| Videoclip             | Fecha publicación        | Reproducciones            |
| --------------------- | ------------------------ | ------------------------- |
| Pasajeros             | 26 de mayo de 2017       | +700.000 reproducciones   |
| Noche de San Juan     | 29 de septiembre de 2017 | +1.000.000 reproducciones |
| Te lo mereces (remix) | 25 de mayo de 2018       | +7.000.000 reproducciones |

## Listas
| Posición | 6 | 19 | 33 | 16 | 27 | 59 | 67 | 75 | 55 | 60 | 100 | 100 |

## Copias y certificaciones
| País   | Proveedor  | Año  | Ventas | Copias certificadas(según IFPI) |
| Europa |            |      |        |                                 |
| España | Promusicae | 2017 | _      | _                               |